# Спомен-костурница у Сурдулици
Спомен костурница у Сурдулици се налази у градском насељу Сурдулица, у Србији у Пчињском округу. У овој Спомен-костурници се чувају кости мученика сурдуличких из Првог светског рата.

## Први светски рат
Узрок Првог светског рата, оружаног сукоба који је трајао од 1914.до 1918. године налази се у сукобу старих и нових колонија велесила из XIX. Тежња нових сила Немачке и Италије за новом прерасподелом света и старих сила Велике Британије,Француске и Русије да сачувају своје колонијалне поседе, довела је до сукоба светских размера. У таквим односима долази до стварања савеза централних сила, кога су начиниле Немачко царство,Краљевина Италије и Аустроугарска монархија. До коначног формирања савеза Антанте дошло је нешто касније, 1907. године, а чиниле су га Уједињено Краљевство,Русија и Француска. Различитости и супротности међу савезима, узрок су Првог светског рата.
Непосредни повод за рат је био атентат на наследника аустроугарског престола, надвојводу Франца Фердинанда у Сарајеву 28. јуна 1914, кога је убио Гаврило Принцип, Србин из Босне, која је тада била део Аустроугарске.
Први светски рат почео је 28. јула 1914. године, објавом рата Краљевини Србији од стране Аустроугарске монархије. Русија је објавила рат Аустроугарској и Немачкој, а затим су се умешале велике силе што је представљало сукоб савеза Антанте против Централних сила, који се завршио капитулацијом Немачке 11. новембра 1918. године, односно победом савеза Антанте.
1914. године формирана су 3 фронта: западни фронт од Северног мора до Швајцарске,Источни фронт од Балтичког мора до Румуније и балкански део у Србији. Од августа до децембра 1914. године, агресијом Аустроугарске, на тлу Краљевине Србије вођене су две битке између српске и аустријске војске, Церска битка и Колубарска битка, у којима је Србија победила, а Церска битка је била и прва победа савеза Антанте у Првом светском рату.
Кратак период без борби у Краљевини Србији потрајао је од октобра 1915. године, када је уследила велика немачка, Макензенова офанзива, која је почела из правца Саве и Дунава нападом и заузимањем Београда. Краљевина Србија, народ, влада, краљ нашли су се у једном од најтежих периода у својој историји и пред једном од најтежих одлика. Решење је било повлачење војске и државног врха долином Вардара, према Солуна и спајање са савезничком британском и француском војском. Међутим, због уласка Бугарске у рат октобра 1915. године, на страни Централних сила, план повлачења се променио.Једини слободан правац био је преко Косово и Метохије, северним албанским планинама, до лука Драча и Валоне.
Ту је Србе, требало да чекају француски, британски и италијански савезнички бродови, јер је Италија ушла у рат на савез Антанте, маја 1915. године. Тада је почела српска Голгота кроз Албанију, где је хиљаде гладних и измучених изгубило животе.
Након опоравка на Крфу, Виду, у северној Африци и неким мањим местима у Грчкој, српска војска је септембра 1916. године пребачена на Солунски фронт. Коначан пробој солунског фронта почео је 14.септембра 1918. године, а завршена је капитулацијом Бугарске 29.октобра 1918. године и ослобођењем Србије.

## Злочини
Бугарска окупација југоисточне Србије, обележена је процесом денационализације насилним путем и злочинима над цивилним становништвом. План бугаризације српског становништва био је јаван и јасан, јер га налазимо у Наредби бр.12 начелника инспекције генерала Лајтант Несерова од 29.маја 1918. године, издатој у Нишу:
- да се Срби са простора Вардарске Србије, Косова и централне Србије, све до Смедерева бугаризују, односно постану Бугари
- у почетку је бугаризација требало да се спроведе мирним путем
- уколико нема резултата, да се одступи од добровољне бугаризације и крене са применом силе
- циљне групе које треба прве национално освестити били су свештеници, лекари, учитељи, угледни домаћини, правници, богати трговци и занатлије, тј. покретачка снага једног друштва
- ради лакшег спровођења циља, одмах на почетку окупације забрањена је употреба националног имена, писма, слова на српском језику. Забрањена је национална ношња, а свештеници су морали да носе бугарску свештеничку капу
- забрањено је писати надгробне натписе на споменицима на српском језику
- забрањено је дати српско име новорођеном детету
- обраћање бугарским властима је на бугарском језику.

## Злочини у Сурдулици и извештај комисије о злочинима у Сурдулици
Због свог географског положаја, последњег већег места пре бугарске границе, Сурдулица је током бугарске окупације у Првом светском рату постала српска кланица у којој је током 1915, 1916, 1917 и 1918. године готово свакодневно довођено од 200 до 400 Срба, од којих је велики број убијен у Сурдулици, а остатак интерниран у Бугарску. Побијено становништво није било само из Сурдулице, већ из свих делова Краљевине Србије, из пиротског округа, нишког округа, са Косова, из Вардарске Србије. Преко 10.000 Срба интернирано је у Бугарску. Војни суд у Сурдулици, на основу спискова интернираних из њихових места, одлучивао је ко ће бити убијен, а ко интерниран. Убијени су првенствено они, који су представљали проблем, односно препреку бугаризацији, тј. који су спречавали-свештеници, учитељи, судије, лекари, итд. Када су читана имена оних који су одређени за убијање, објашњавано им је да ће бити ослобођени и враћени кући. Убиства су обављана ноћу. Убиства су најчешће вршена хладним оружјем, да се не троши бојева муниција и да се не чују плотуни. Због масовних убистава, јавио се проблем куда се лешевима, па је одлучено да се лешеви бацају у дубодолине, а овај посао су извршавали локални Цигани. Тако су током Првог светског рата, званично откривене највеће масовне гробнице: Дубока долина, Калифер, Занкова ливада, Влашки дол, Радичева њива, Дубрава, Јелашница, Корбевачка река, корито Врле реке од Сурдулице до Топлог дола.

## Сурдулица између два светска рата и изградња Спомен-костурнице
Завршетак Првог светског рата означио је крај војних сукоба и престанак борби, тада је отпочела нова фаза, у вези са сурдуличким жртвама-откопавање земних остатака и њихово сахрањивање. Сурдулица је ослобођена 6. октобра 1918. године од стране Дунавске дивизије, а већ 8. октобара 1918. године Рудолф Арчибалд Рајс, као вођа тима српске владе за утврђивање злочина аустроугарских, немачких и бугарских окупатора, у Дубокој долини почео откопавање убијених. Тим владе Краљевине Србије радио је ископавање жртава и на простору Куманова, Врања, Лесковца, Прокупља, Куршумлије, Ниша, Ћуприје, Пожаревца. Током ископавања лешева у Сурдулици, пронађена је и лобања у којој је остао заглављен бајонет, који није могао да се ишчупа. Постоје индиције да је број побијених, био много већи од 3000, а претпоставке су да је у Сурдулици током Првог светског рата побијено око 6000 људи.
Страх и бол током рата претворио се, након рата, у обавезу према хиљадама невино страдалих, да се њихови земни остаци сакупе и достојанствено сахране. Тада се јавила идеја, која је реализована стварањем Одбора за подизање Спомен-костурнице, где ће почивати остаци свих идентификованих и неидентификованих српских жртава у Сурдулици.
Једна од првих акција Одбора била је сакупљање добровољних прилога за подизање Спомен-костурнице. Приликом откопавања лешева, у оделу убијеног, чије тело није идентификовано, пронађено је 170 наполеона у злату. Тај новац је био први прилог за подизање „Капеле изгинулим од Бугара у Сурдулици-Спомен костурнице“.
По сведочењу преживелих и оних који су се вратили из интернације, северно од места где је подигнут комплекс школа-капела, а десно од данашње главне улазне школске капије, у дубодолини испод школе био је саборни логор.
Камен темељац постављен је на Видовдан, 28. јуна 1922. године и тада је отпочела и градња школе. Догађају су присуствовали председник Народне скупштине Краљевине Срба, Хрвата и Словенаца Иван Рибар и председник Владе Краљевине Срба, Хрвата и Словенаца Љуба Давидовић, двадесет народних посланика и грађани Сурдулице. Том приликом Рибар је замољен да буде кум и он је положио камен темељац. У то време кости које су сакупљене, положене су у привремену Костурницу изнад стрељашког дома - Циган Мала.
Изградња школе и спомен-костурнице, трајала је до 1923. године, а свечано отварање је било 24. августа 1924. године. Оригинални пројекат и документација о спољњем изгледу костурнице сачувана је у Музеју Српске православне цркве у Београду. Пројекат су изградили сЛикар Влахо Буковац и архитекта Петар Поповић.
Била је Израђена од камена и мермера, у подножју је била крипта где је било смештено 10 сандука са костима жртава. Пажњу је највише привлачила лобања прободена бајонетом, на зиду супротно од улаза.
Изградња Спомен-костурнице коштала је 2.000.000.тадашњих динара, од те суме држава је дала прилог од 800.000 динара, Краљ Александар Карађорђевић лично 100.000 динара, а остатак је прикупљен добровољним прилозима из свих крајева Краљевине СХС.

## Свечаност освећења Спомен-костурнице
Свечано освећење Спомен-костурнице било је у недељу, 24. августа 1924. године. Трагова о овом догађају, врло је мало у историографији.
Први је у Сурдулици тада стигао патријарх српски Димитрије. Долазак краља Александра Карађорђевића и Краљице Марије с осталим достојанственицима на територију општине Сурдулица, огласио је први плотун испаљен из топа у Дубрави. Председник сурдуличке општине господин Јаков Ивановић, дочекао је краља на мосту Врле реке. Када су се сви окупили, патријарх Димитрије је почео опело, док је 10 сандука са костима пренесено из привремене Костурнице у новоизграђену. Том приликом Краљица Марија је плакала, као и многобројни окупљен народ. По завршетку Краљ и Краљица су положили сребрни венац, на којем је стајало:
Нашим Мученицима Александар и Марија. 
Након ручка приређеног у част Краљу и Краљици У школи, високи достојанственици су кренули у правцу Санаторијума - болнице за плућне болести, која је такође тада свечано отворена.
Од 1924. године, сваке године 28.јуна одржаван је помен сурдуличким жртвама у Спомен-костурници. Тај дан има симболику, јер је посвећен свим српским страдалницима од Косова 1389. године до наших дана.

## Други светски рат и рушење Спомен-костурнице
Други светски рат, који је у свету трајао од 1939.до 1945. године, а вођен између Тројног пакта и његових савезника, и Антифашистичког савеза, Краљевина Југославија је дочекала потпуно неспремна. Обезглављена убиством краља Александра Карађорђевића у Марсеју 1934. године, са нерешеним националним проблемима и са владом и Намесништвом, који су били под притиском великих сила у конфузији и поробљеној Европи, од стране Хитлера, војно је прегажена у априлском рату од 6. априла до 17. априла 1941. године. Отпочео је период немачко-италијанске-усташке и мађарско-албанско-бугарске окупације.
Сурдулица је окупирана 22. априла 1941. године од стране Бугара, а прича из Првог светског рата је поновљена. Забрањена је употреба српског језика, српске књиге су уништаване, забрањено је ношење шајкаче, а Српска црква под бугарском окупацијом стављена је под власт бугарске егзархије.
Уласком у Сурдулицу, бугарски војници су демолирали Спомен-костурницу. Развалили врата, разбили прозоре, поломили стаклене витрине са предметима који су припадали жртвама Првог светског рата, а са зидова скинули слике и потпуно испразнили унутрашњост Костурнице. Све што је било разбацано око костурнице, српски свештеници су тајно, ноћима преносили у стари звоник цркве Светог Ђорђа, који се налазио поред школе.
Крајем априла 1941. године у сумрак, једна чета бугарских војника дошла је у село Ћурковица и Доње Романовце и запленила од сељака волове и запрежна кола. Под окриљем ноћи, кости из дрвених сандука из Костурнице, бугарски војници су пребацили у вреће, покрили платненим покривачима и сместили у запрежна кола. Затим је, чудна ноћна поворка, по сећању локалног становништва, које је живело у близини Костурнице и које је пратило кретање бугарских војника због страха за сопствене животе, кренула ка старом сурдуличком гробљу. Под наоружаном пратњом, уз лампе које су осветљавале пут, кости сурдуличких мученика пребачене су и закопане, тајно, у непознатом делу гробља. Каснијим истраживањем, после Другог светског рата и догађајима из 2009. године, утврђено је да су их Бугари закопали у брдо јужно од Цркве Светог Пантелејмона на старом сурдуличком гробљу. Дрвени сандуци у којима су се чувале кости те ноћи су спаљени, а изјутра, тајно, сурдулички свештеници и неколицина житеља су покупили кости, које су уз пут испадале из запрежних кола и сахранили их поред порта порте цркве Светог Пантелејмона.
Бугарске окупационе власти су у Сурдулици наредиле потпуно уништење Спомен-костурнице, које се догодило од 3. фебруара до 17. фебруара 1943. године. Наредили су ђацима Више основне школе У Сурдулици да са зграде костурнице скидају циглу за циглом и товаре на камионе. Костурница је уништена а крипта је потпуно сравњена са земљом.

## Обнова Спомен-костурнице
Покушаји да се обнови Спомен-костурница је систематски гушен, као вид српског национализма и покушај рушења веома добрих међунационалних односа. Међутим, средином друге половине XX veka СУБНОР Сурдулице је поставио на северној страни школске зграде, на фасади где су се видели само обриси некадашње Спомен-костурнице спомен плочу. Повод је био педесет година од отварања школе 1924. године. Та бела мермерна плоча и данас стоји на зиду, близу школског улаза и у тексту само истиче да је на том месту била Спомен-костурница срушена у Другом светском рату. Следећи, хвале вредан труд, је учинио Александар Трајковић, аутор двеју књига „Време безумља" из 1981. и „Дубока долина" из 1983. године, у којима је детаљно писано о злочину у Сурдулици, уз коришћење обимне литературе. Средином осамдесетих година двадесетог века, на иницијативу неких појединаца и угледнијих комуниста из овог краја направљена је спомен соба, нека врста музеја, у згради у дворишту Техничке школе. Временом је та соба губила на значају и била је реформирана. Крајем осамдесетих година, како се приближавао распад СФРЈ, покренута је иницијатива о обнови Спомен-костурнице.
На опште изненађење, у српској Патријаршији пронађен је оригинални пројекат школе и спомен-костурнице, рад у то време познатог архитекте Петра Поповића и сликара Влаха Буковца. Међутим, због ратова у бившој Југославији, стало се са пројектом. Следећих петнаест година из земље су вирили само обновљени темељи у којима је бацано смеће.
Долазак у Сурдулицу принцезе Катарине Карађорђевић 2001. године, и њено паљење свеће на темељима капеле, дало је наду да ће, коначно, бити обновљена Спомен-костурница.
На иницијативу професора Томислава Радојичића и бившег директора и професора школе Бранислава Михајловића кренуло је са прибављањем пројектне документације, грађевинске дозволе и финансијских средстава за почетак изградње капеле.
Завод за заштиту споменика културе из Ниша оверио је пројекат капеле 9. октобара 2003. године. Крајем 2003. године предат је захтев општини за грађевинску дозволу, али тада су почеле „танталове муке“,јер је општинско руководство, на све начине покушавало да спречи обнову капеле, мислећи да је реч о гомили новца коју би они требало да контролишу. Захваљујући грађевинским фирмама „Зидар“ из Сурдулице и „Банковић“ из Црне Траве кренуло се, у марту 2004. године са обновом. У току 2005. и 2006. године са прекидима, како су прибављана финансијска средства, тако је капела грађена. После 2006. године радило се на њеном унутрашњем уређењу. То је изазвало доста потешкоћа, јер нигде у документима није било детаљног описа ентеријера, чак ни у пројекту.
Почетком 2009. године, 2. априла, на Старом сурдуличком гробљу код села Доње Романовце, при изградњи једне породичне гробнице, на дубини од једног метра појавиле су се кости сурдуличких мученика, беле и чисте. Одмах је обавештена црква. Међутим, по ко зна који пут, опет су кренуле административне заврзламе и бројне дозволе, које су морале да буду прибављене како би се кости законито извадиле. Све је то условило да се тек у децембру 2009. године, све кости сурдуличких мученика изваде и сместе у цркве Светог Пантелејмона на Старом сурдуличком гробљу.
У међувремену, 8. октобара 2009. година, капела је коначно добила сву потребну дозволу и то је отклонило и последње препреке за њено освећење и пренос костију. 29. маја 2010. године одржано је и свечано освећење капеле и костију сурдуличких мученика, после седамдесет година.